# Dénes Pázmándy (1816–1856)

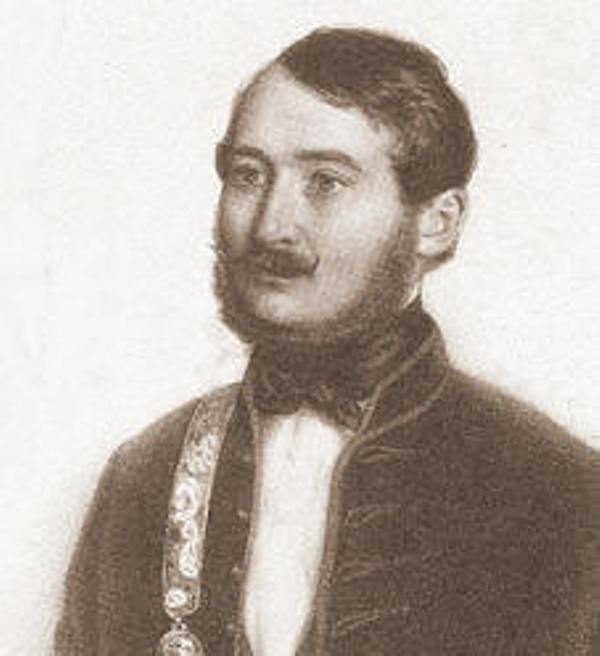
Dénes Pázmándy

Dénes Pázmándy de Szomor et Somodor (Kömlőd, 7 april 1816 – Baracska, 24 januari 1856) was een Hongaars landeigenaar en politicus die van 1848 tot 1849 het ambt van voorzitter van het Huis van Afgevaardigden bekleedde. 

## Biografie
Pázmándy werd geboren in een oude adellijke familie in Kömlőd in het comitaat Komárom op 7 april 1816. Hij studeerde rechten in Pozsony en Pest. Vanaf 1839 werkte hij voor het gerecht binnen het comitaat Komárom. Later klom hij op in de hiërarchie tot onder-ispán van het comitaat. Vanaf 1843 was hij een van de leiders van de gematigd-liberale oppositie. In 1848 werd hij afgevaardigde voor Nagyigmánd. De regering van Lajos Batthyány stuurde hem naar Frankfurt om te onderhandelen met de Duitse Bondsdag. In juli dat jaar werd hij voorzitter van het Hongaarse lagerhuis, het Huis van Afgevaardigden.
Zijn onderhandelingen met het Keizerlijke Hof op Schloss Schönbrunn in Wenen brachten echter niets op. Na de bezetting van Boeda koos hij ervoor de Hongaarse regering niet te volgen naar Debrecen en gaf hij zich over aan veldmaarschalk Windisch-Graetz in januari 1849.
Ten gevolge daarvan ontnam het Huis van Afgevaardigden hem zijn ambt in maart dat jaar. Nadat de Hongaarse Revolutie was neergeslagen, trok hij zich terug op zijn landgoed. Hij stierf in 1856 ten gevolge van een slepende ziekte.